# چگانلی
چگانلی (به لاتین: Cheganly) یک منطقهٔ مسکونی در روسیه است که در باشقیرستان واقع شده‌است.